# André Baur
André Léopold Baur (Parigi, 18 marzo 1904 – Oświęcim, 20 dicembre 1943) è stato uno schermidore francese, vincitore di una medaglia di bronzo ai Campionati Internazionali di scherma.